# Raymond-Marie Tchidimbo
Raymond-Maria Tchidimbo (Conakry, 15 agosto 1920 – Venasque, 26 marzo 2011) è stato un arcivescovo cattolico guineano.
Fu presente a tutte le sessioni del Concilio Vaticano II. Dal 1970 al 1979 come prigioniero politico fu internato nel lager di Camp Boiro.

## Biografia
Raymond-Maria Tchidimbo entrò nella Congregazione dello Spirito Santo e il 7 ottobre 1951 fu ordinato presbitero.
Il 10 marzo 1962 papa Giovanni XXIII lo nominò arcivescovo di Conakry e divenne così il primo guineano a sedere sulla cattedra della capitale della Guinea. Fu consacrato vescovo il 31 maggio dell stesso anno dall'arcivescovo di Dakar Hyacinthe Thiandoum; furono co-consacranti Bernardin Gantin, arcivescovo di Cotonou e il cardinal Bernard Yago, arcivescovo di Abidjan.
Raymond-Maria Tchidimbo fu condannato all'ergastolo il 24 dicembre 1970 per ordine del presidente-dittatore guineano, Ahmed Sékou Touré. Tchidimbo era l'unico serio rivale politico e presunto agente della Germania. Dopo otto anni e otto mesi di reclusione e torture nel famigerato campo di Camp Boiro, di cui passò i primi quattro anni in isolamento, fu rilasciato nel 1979 ed esiliato in Canada.
La sua richiesta di dimissioni dall'incarico pastorale nell'arcidiocesi di Conakry fu concessa il 13 agosto 1979 da papa Giovanni Paolo II. Nel 1984 fu nominato membro del Pontificio Consiglio per la Famiglia.

## Genealogia episcopale
La genealogia episcopale è:
- Cardinale Scipione Rebiba
- Cardinale Giulio Antonio Santori
- Cardinale Girolamo Bernerio, O.P.
- Arcivescovo Galeazzo Sanvitale
- Cardinale Ludovico Ludovisi
- Cardinale Luigi Caetani
- Cardinale Ulderico Carpegna
- Cardinale Paluzzo Paluzzi Altieri degli Albertoni
- Papa Benedetto XIII
- Papa Benedetto XIV
- Papa Clemente XIII
- Cardinale Marcantonio Colonna
- Cardinale Giacinto Sigismondo Gerdil, B.
- Cardinale Giulio Maria della Somaglia
- Cardinale Carlo Odescalchi, S.I.
- Vescovo Eugène de Mazenod, O.M.I.
- Cardinale Joseph Hippolyte Guibert, O.M.I.
- Cardinale François-Marie-Benjamin Richard
- Vescovo Marie-Prosper-Adolphe de Bonfils
- Cardinale Louis-Ernest Dubois
- Cardinale Pierre-Marie Gerlier
- Arcivescovo Émile André Jean-Marie Maury
- Cardinale Hyacinthe Thiandoum
- Arcivescovo Raymond-Maria Tchidimbo, C.S.Sp.